# Tilleul-Dame-Agnès
Tilleul-Dame-Agnès é uma comuna francesa na região administrativa da Normandia, no departamento de Eure. Estende-se por uma área de 5,17 km². Em 2010 a comuna tinha 197 habitantes (densidade: 38,1 hab./km²).